# Boško Simonović
Boško Simonović (* 12. Februar 1898 in Šid, Österreich-Ungarn; † 5. August 1965 in Belgrad, SFRJ) war ein jugoslawischer  Fußballtrainer.
Simonović war bei der Fußball-Weltmeisterschaft 1930 Trainer der jugoslawischen Fußballnationalmannschaft und hatte dieses Amt bis 1932 inne. Auch in den Folgejahren war er mit Unterbrechungen mehrfach Trainer der Auswahl Jugoslawiens. Sein letztes Spiel als Nationalcoach seines Heimatlandes betreute er bei der 1:2-Niederlage gegen Rumänien in Belgrad am 22. September 1940.